# Saalfeld
Saalfeld est une ville située en République fédérale d'Allemagne dans le Land de Thuringe (arrondissement de Saalfeld-Rudolstadt). Outre Saalfeld et sa vieille ville, les villages suivants appartiennent à la municipalité : Garnsdorf, Graba, Köditz, Obernitz, Remschütz, Beulwitz et ses hameaux. Elle faisait autrefois partie du duché de Saxe-Meiningen.

## Histoire
| Appartenances historiques Comté de Schwarzbourg 1208-1389 Électorat de Saxe 1389-1547 Duché de Saxe 1547-1572 Duché de Saxe-Weimar 1572–1603 Duché de Saxe-Altenbourg 1603–1672 Duché de Saxe-Gotha 1672–1680 Duché de Saxe-Saalfeld 1680–1735 Duché de Saxe-Cobourg-Saalfeld 1735–1826 Duché de Saxe-Meiningen 1826–1918 République de Weimar 1918–1933 Reich allemand 1933–1945 Allemagne occupée 1945–1949 République démocratique allemande 1949–1990 Allemagne 1990–présent |

Saalfeld est l'une des villes les plus anciennes de Thuringe, puisque les premiers documents écrits mentionnent la date de 899. Un palais carolingien s'y trouvait dont la chapelle est l'actuelle église de Graba (ancien village, aujourd'hui quartier de la ville). Au Moyen Âge, Saalfeld comptait parmi les cités les plus importantes de Thuringe grâce à l'extraction du cuivre et de l'argent et à sa situation sur la route de la Bohême qui lui assuraient une importante fonction commerciale. L'empereur Henri II donne les domaines en fief au comte palatin Ezzo de Lorraine en 1012 et la fille de ce dernier le donne à l'archevêché de Cologne en 1056. L'archevêque-électeur saint Annon fonde à Saalfeld en 1071 l'abbaye bénédictine Saints-Pierre-et-Paul qui fait rayonner les valeurs chrétiennes et les nouvelles méthodes d'agriculture et dont Lambert d'Hersfeld a tenu la chronique. L'abbaye existera jusqu'à la Réforme en 1526.
Saalfeld obtient les privilèges de ville en 1180, tandis que Frédéric Barberousse donne son accord pour l'extension de la partie sud de la ville (Vieux Saalfeld). Les seigneurs de Schwarzbourg, devenus entretemps seigneurs du fief, confirment ses privilèges en 1208. Ils font entourer la ville de remparts en 1363 et bâtir le premier conseil de ville (Rathaus) en 1389 et le premier pont au-dessus de la Saale en 1373. Les franciscains arrivent vers 1250 pour s'occuper de ce que l'on appellerait aujourd'hui les services sociaux de la ville. Leur couvent existera jusqu'en 1534, date à laquelle il sera dispersé aussi par la Réforme. Il se trouve dans les murs actuels du musée de la ville.
La ville obtient le droit de pêche en 1346, ce qui lui procure des ressources supplémentaires. Saalfeld passe en 1389 à la Maison de Wettin, dans les mains de laquelle elle restera jusqu'à l'abdication du dernier prince en novembre 1918. Au partage d'Erfurt en 1572, elle appartient aux Saxe-Weimar, en 1603 aux Saxe-Altenbourg et en 1673 aux Saxe-Gotha.
La ville fut jusqu'en 1749 le chef-lieu d'une principauté indépendante ; elle est réunie ensuite au Duché de Saxe-Cobourg. Au partage de 1826, elle passe au Duché de Saxe-Meiningen.

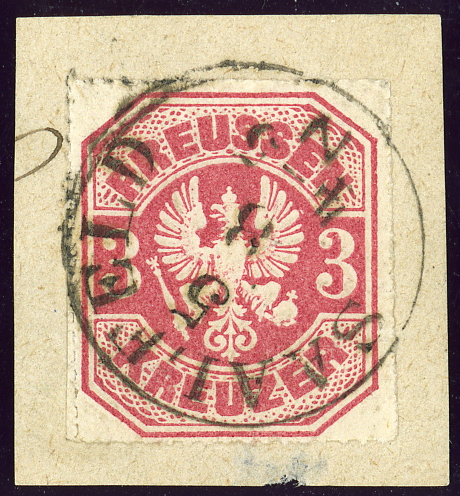
La ville dans la Prusse depuis 1867. Oblitération SAALFELD du type Maison de Thurn und Taxis (Saxe-Meiningen).

La bataille de Saalfeld eut lieu le 10 octobre 1806 entre la France, le Ve corps de la Grande Armée commandé par le maréchal Lannes et une coalition de la Prusse et la Saxe, l'avant-garde de l'armée du général Hohenlohe commandée par le prince Louis-Ferdinand de Prusse. Au cours des combats, le prince est tué en combat singulier par le maréchal des logis Guindey.
Saalfeld est ville de garnison de 1936 à 1945.
Elle est détruite à 60 % en avril 1945 par les bombardements américains, surtout dans le quartier industriel et autour de la gare. L'église Saint-Jean, l'ancien couvent franciscain, le château de Saalfeld, le château de Kitzerstein, la tour de Saal et la mairie sont gravement endommagés.

## Monuments

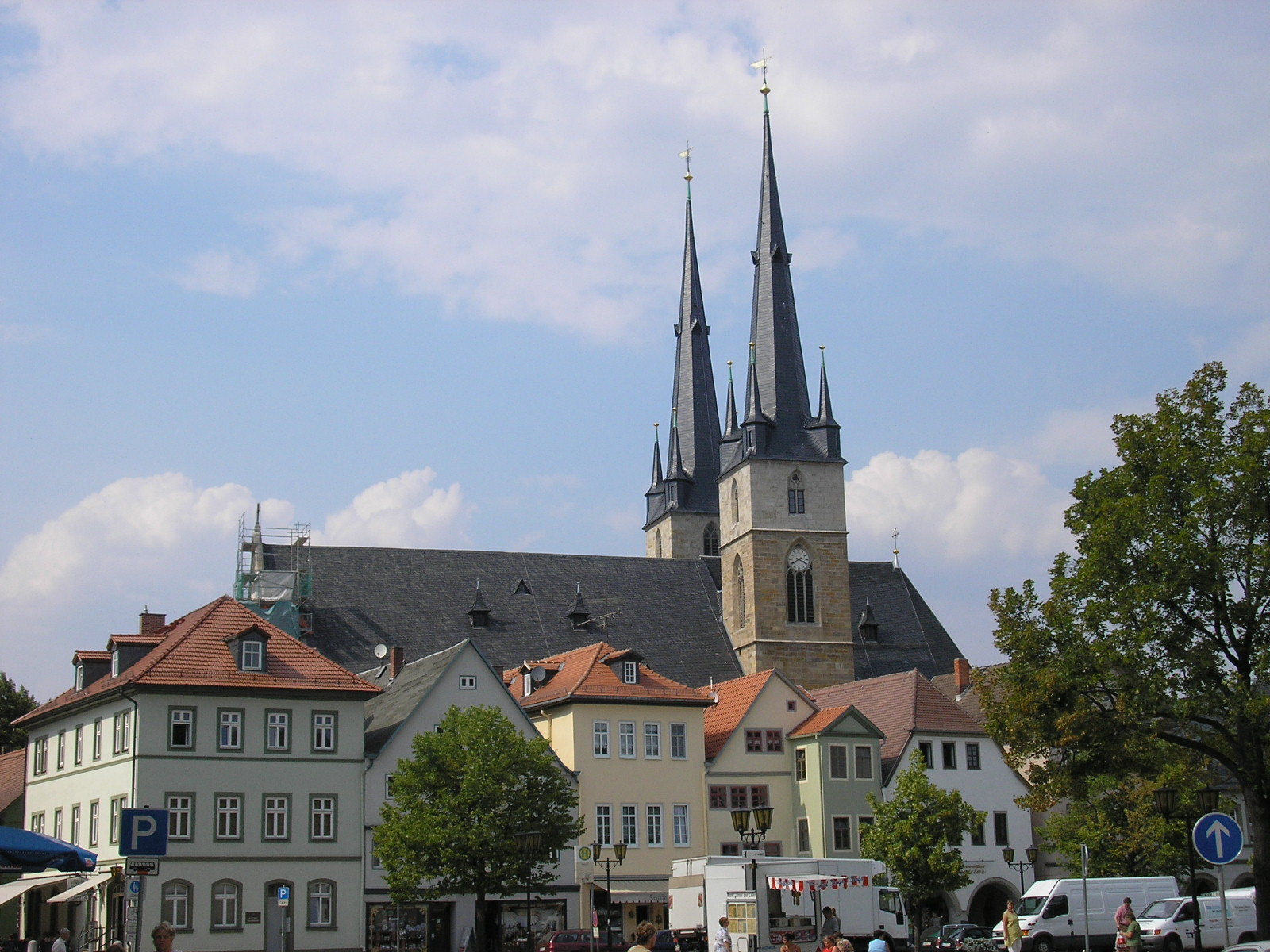
L'église luthérienne de la ville

- Château de Saalfeld (aujourd'hui services du conseil du Land), construit en 1676 à l'emplacement de l'ancienne abbaye bénédictine
- Château Hoher Schwarm, ruines d'un château fort du XIVe siècle.
- Château de Kitzerstein (1435), aujourd'hui école de musique
- Mairie (XVIe siècle), sur la place du marché
- Tour de Saal (Saalturm)

Les principaux sites touristiques avec les musées sur une carte OpenStreetMap.

## Jumelage
- Stains (France) depuis le 4 mai 1964
- Sokolov (Tchéquie) depuis 1974
- Kulmbach (Allemagne) depuis 1988
- Samaipata (Bolivie) depuis 1996
- Zalewo (Pologne) depuis 2001

## Personnalités
- Richezza de Lorraine (993-1063), reine de Pologne, duchesse de Pologne
- Erasmus Reinhold (1511-1553), astronome et mathématicien
- Johann Philipp Kirnberger (1721-1783), compositeur
- Hugo Eberlein (1887-1941), communiste allemand
- Petra Felke (1962-), championne olympique du lancer du javelot.